# Chi Herculis
Chi Herculis (1 Herculis) é uma estrela na direção da constelação de Hercules. Possui uma ascensão reta de 15h 52m 40.19s e uma declinação de +42° 27′ 00.0″. Sua magnitude aparente é igual a 4.60. Considerando sua distância de 52 anos-luz em relação à Terra, sua magnitude absoluta é igual a 3.60. Pertence à classe espectral F9V.